# Barry Rohrssen
Barry Rohrssen (New York, 24 giugno 1960) è un allenatore di pallacanestro statunitense.